# Falcon Village
Falcon Village és una concentració de població designada pel cens dels Estats Units a l'estat de Texas. Segons el cens del 2000 tenia 78 habitants.

## Demografia
Segons el cens del 2000, Falcon Village tenia 78 habitants, 32 habitatges, i 22 famílies. La densitat de població era de 35 habitants per km².
Dels 32 habitatges en un 34,4% hi vivien nens de menys de 18 anys, en un 65,6% hi vivien parelles casades, en un 3,1% dones solteres, i en un 31,3% no eren unitats familiars. En el 31,3% dels habitatges hi vivien persones soles el 31,3% de les quals corresponia a persones de 65 anys o més que vivien soles. El nombre mitjà de persones vivint en cada habitatge era de 2,44 i el nombre mitjà de persones que vivien en cada família era de 3,09.
Per edats la població es repartia de la següent manera: un 32,1% tenia menys de 18 anys, un 1,3% entre 18 i 24, un 35,9% entre 25 i 44, un 24,4% de 45 a 60 i un 6,4% 65 anys o més.
L'edat mediana era de 31 anys. Per cada 100 dones de 18 o més anys hi havia 112 homes.
La renda mediana per habitatge era de 39.028 $ i la renda mediana per família de 37.917 $. Els homes tenien una renda mediana de 34.028 $ mentre que les dones 0 $. La renda per capita de la població era de 14.097 $. Cap de les famílies estaven per davall del llindar de pobresa.

## Poblacions més properes
El següent diagrama mostra les poblacions més properes.